# Дриз, Овсей Овсеевич
Овсей Овсеевич Дриз (идиш שיקע דריז‎ — Шике Дриз; 16 [29] мая 1908, местечко Красное, Подольская губерния, ныне Винницкой области, Украина — 27 февраля 1971, Москва) — еврейский советский поэт и драматург, писавший на идише.

## Биография
Овсей (Шике) Дриз родился 16 (29) мая 1908 года в местечке Красное Подольской губернии. Его отец, Шика Дриз, после свадьбы отправился за океан на заработки и в пути скоропостижно скончался. Учился в Киевском художественном училище. С 1934 по 1947 год служил в пограничных войсках.
Его стихи высоко ценили как простые читатели, так и известные мастера русского стихосложения. Стихи-сказки Овсея Дриза были включены в антологию сказок мира. На русский язык поэзию Дриза переводили первоклассные мастера — Б. Слуцкий, Г. Сапгир, Татьяна Спендиарова, Ю. Мориц. Книга переводов на украинский язык выпущена Валерией Богуславской. Ряд стихотворений Дриза были положены на музыку композитором Мотлом Полянским. Песни Бориса Савельева на стихи Овсея Дриза звучали в знаменитой «Радионяне», выходили на диске-гиганте «Я и мама» Жанны и Оли Рождественских. Самая известная песня на стихи Овсея Дриза — «Зелёная карета» Александра Суханова, которая была переведена с идиша поэтом-переводчиком Генрихом Сапгиром.

## Книги
- Весёлый пекарь: Стихи и сказки / Пер. с евр. Т. Спендиаровой; [Предисл. Л. Кассиля]; Рис. Н. Цейтлина. — М.: Детгиз, 1959. — 128 с.: ил.
- Глоток воды: Стихи / Пер. с евр.; [Илл.: Н. Цейтлин]. — М.: Детгиз, 1960. — 9, [7] с.: ил.
- Вершина лета: [Стихи] / Пер. с евр. — [М.: Сов. писатель, 1961]. — 92 с.: ил.
- Косичка короля: [Сказка в стихах] / [Пер. с евр. Т. Спендиаровой; Илл.: В. Минаев]. — М.: Дет. мир, 1961. — [15] с.: ил.
- Пуговки: [Стихи] / Худ. С. Мясников. — Одесса: Дет. мир, [1961]. — 1 л.: ил.
- Лесной точильщик: [Стихи] / [Пер. с евр. Т. Спендиаровой; Илл.: Г. Карлов]. — [М.]: Дет. мир, 1962. — [16] с.: ил.
- Зелёные портные: Стихи / Пер. с евр.; Рис. Н. Цейтлина. — М.: Дет. лит., 1963. — 96 с.: ил.
- Кто я? [Книжка-картинка] / [Пер. с евр. Т. Спендиаровой; Худ. В. Лазаревская]. — [М.]: Дет. мир, 1963. — 1 л.: ил.
- Почему у Петуха короткие штаны? Стихи / [Пер. М. Замаховской]; Рис. В. Андриевича. — М.: Дет. мир, 1963. — [12] с.: ил.
  - То же: Фильм-сказка / [Илл.: Э. Кирич]. — [Киев]: Бюро пропаганды сов. киноиск-ва, [1969]. — 19 с.: ил.
- Разноцветный мальчик: [Стихи] / Пер. с евр. Р. Сефа; Рис. Н. Цейтлина. — М.: Детгиз, 1963. — [18] с.: ил.
- Новость в узелке: [Сказка в стихах] / Пер. с евр. Т. Спендиаровой; Рис. Н. Цейтлина. — М.: Дет. лит., 1964. — [20] с.: ил.
  - То же / Рис. Л. Штайнмеца. — М.: Дет. лит., 1969. — [16] с.: ил.
- Мы играем: [Стихи] / [Илл.: Е. Бачурин, О. Целков]. — [М.]: Малыш, 1965. — [14] с.: ил.
- Энык-Бенык Колобок: [Стихи] / Пер. с евр. Р. Сеф; Рис. Н. Цейтлина. — М.: Дет. лит., 1965. — 13, [8] с.: ил.
  - То же. — М.: Дет. лит., 1967. — 10, [6] с.: ил.
- Дерево приехало: Стихи / Пер. с евр.; Рис. Н. Цейтлина. — М.: Дет. лит., 1966. — 110 с.: ил.
- Скакалочка: [Стихи] / [Пер. Т. Спендиаровой и др.; Илл.: Е. Монин]. — [М.]: Малыш, 1966. — [19] с.: ил.
- Я и мама / Пер. с евр. Г. Сапгир; Рис. Н. Цейтлина. — М.: Дет. лит., 1966. — 10, [6] с.: ил.
- Про мышонка, индюшат и лягушат: [Стихи] / [Пер. с евр.; Илл.: Б. Маркевич]. — [М.]: Малыш, 1967. — [19] с.: ил.
  - То же. Изд. 2-е. — [М.]: Малыш, 1969. — 19 с.: ил.
- Разноцветный мальчик: [Стихи и сказки] / Пер. с евр.; Рис. Н. Цейтлина. — [М.: Дет. лит., 1968]. — 91, [5] с.: ил.
- Как сделать утро волшебным: Стихи / Пер. с евр.; [Илл.: И. Урманче]. — М.: Дет. лит., 1969. — 127 с.: ил.
- Про меня и про Алёшу: [Стихи] / [Пер. с евр. Т. Спендиаровой; Худ. Л. Гладнева]. — [М.]: Малыш, 1969. — 1 л.: ил.
- Хеломские мудрецы: [Стихи для детей] / Пер. с евр. Г. Сапгир; Рис. Л. Левицкого. — Кемерово: Кн. изд., 1969. — 31, [5] с.: ил.
- Часы-избушка: [Стихи] / [Пер. с евр. Г. Сапгир; Илл.: Е. Монин]. — [М.: Малыш, 1969]. — [15] с.: ил.
- Энык-Бенык знает всё: [Стихи] / Пер. с евр. Г. Сапгир; Рис. Н. Цейтлина. — М.: Дет. лит., 1969. — 18, [6] с.: ил.
- Вишенка: [Стихи] / Пер. с евр. Г. Сапгира; Рис. Н. Цейтлина. — М.: Дет. лит., 1970. — 16 с.: ил.
  - То же. — М.: Дет. лит., 1971. — [19] с.: ил.
- Клубок: Фильм-сказка / [Илл.: А. Спешнева]. — [М.]: Бюро пропаганды сов. киноиск-ва, [1970]. — [13] с.: ил.
- Одно к одному: [Книжка-картинка] / Пер. с евр. И. Прокофьева; Худ. М. Афанасьева. — М.: Малыш, 1970. — 1 л.: ил.
- Серебряная кузница: [Сказка] / [Пер. Г. Сапгира; Илл.: Е. Монин]. — [М.]: Малыш, 1970. — [19] с.: ил.
  - То же: Сказка для самых маленьких в 3 д. для дет. и кукольных театров. — М.: ВУОАП, 1970. — 20 л.

### Посмертные издания
- Зелёная карета: [Стихи] / Пер. с евр. Г. Сапгира; Рис. В. Пивоварова. — М.: Дет. лит., 1973. — 24 с.: ил.
- Моя песенка: Стихи / Пер. с евр.; [Авт. предисл. В. Смык]; Рис. Н. Цейтлина. — М.: Дет. лит., 1973. — 255 с.: ил.
  - То же. — М.: Дет. лит., 1978. — 271 с.: ил.
  - То же. — М.: Дет. лит., 1983. — 288 с.: ил.
  - То же. — М.: Дет. лит., 1988. — 287, [1] с.: ил.
- Птичий праздник / [Пер. с евр. Г. Сапгира; Илл.: А. Елисеев]. — М.: Малыш, 1973. — [16] с.: ил.
- Семицветная страна: Стихи и сказки / Пер. с евр.; [Илл.: И. Урманче]. — М.: Дет. лит., 1975. — 255 с.: ил.
- Сказочный садовник / Пересказал [с евр.] Г. Цыферов; Рис. Е. Монина. — М.: Малыш, 1975. — [20] с.: ил.
- Четвёртая струна: Стихи / Пер. с евр.; [Вступ. ст. Л. Озерова; Илл.: Т. Борисова]. — М.: Худ. лит., 1975. — 267 с.: ил.
- Энык-Бенык рисует: [Стихи] / [Пер. с евр. Г. Сапгира; Илл.: Н. Кочергин]. — [М.]: Малыш, 1975. — [19] с.: ил.
- Мальчик и дерево: Стихи / Пер. с евр. Г. Сапгира; Рис. В. Пивоварова. — М.: Дет. лит., 1976. — 32 с.: ил.
- Энык-Бенык Колобок: Стихи / Пер. с евр.; Рис. В. Штаркина. — М.: Дет. лит., 1977. — 16 с.: ил.
  - То же. — М.: Дет. лит., 1981. — 16 с.: ил.
- Мы играем: Стихи / В пер. с евр. Б. Заходера и др.; [Рис. М. Скобелева]. — М.: Малыш, 1978. — 40 с.: ил.
- Новость в узелке: Сказка / Пер. с евр. Т. Спендиаровой; Рис. Ж. Варенцовой. — М.: Дет. лит., 1982. — 16 с.: ил. — 2 000 000 экз.
- Как сделать утро волшебным: Стихи / Пер. с евр.; Рис. М. Скобелева. — М.: Малыш, 1984. — 79 с.: ил.
- Слон, запряжённый в пароход / Пересказал с евр. Г. Сапгир; Рис. И. Глазова. — М,: Малыш, 1988. — 37, [3] с.: ил.
- Разноцветный мальчик: [Стихи] / [Пер. с евр.; Худ. В. Чапля]. — М.: Малыш, 1989. — [18] с.: ил.
- Белое пламя: Стихи / Пер. с евр.; [Худ. И. Преснецова]. — М.: Сов. писатель, 1990. — 383, [1] с.: ил.

## Песни на стихи О. Дриза
- «Из чего сделаны сны?» (муз. И. Кирилиной)
- «Как сделать утро волшебным» Композитор Владимир Успенский, исполняет детская группа «РоНДо»
- «Высокое дерево, красивое дерево, крепкое дерево» — исп. Лейбу Левин[6]
- «Зелёные портные» (муз. Лейбу Левин) — исп. Рут Левин[7]
- «Будь я самым, самым, самым» — исп. Овсей Дриз[8]
- «Зелёная карета» (муз. Александра Суханова)[9]
- «Турецкий мышонок» (пер. Генриха Сапгира, муз. Сергея Никитина)
- «Вот я вижу» (муз. Григория Гладкова)[10] (использована в мультфильме «Пластилиновая ворона»)